# Województwo zamojskie
Województwo zamojskie – województwo ze stolicą w Zamościu, jedno z 49 istniejących w latach 1975–1998, było położone na terenie obecnego województwa lubelskiego w południowo-wschodniej Polsce.

## Urzędy Rejonowe
- Urząd Rejonowy w Biłgoraju dla gmin: Aleksandrów, Biłgoraj, Biszcza, Frampol, Goraj, Józefów, Księżpol, Łukowa, Obsza, Potok Górny, Tarnogród, Tereszpol, Turobin, Wysokie i Zakrzew oraz miasta Biłgoraj
- Urząd Rejonowy w Hrubieszowie dla gmin: Dołhobyczów, Horodło, Hrubieszów, Mircze, Trzeszczany, Uchanie i Werbkowice oraz miasta Hrubieszów
- Urząd Rejonowy w Tomaszowie Lubelskim dla gmin: Bełżec, Jarczów, Komarów-Osada, Krynice, Lubycza Królewska, Łaszczów, Rachanie, Susiec, Tarnawatka, Telatyn, Tomaszów Lubelski, Tyszowce i Ulhówek oraz miasta Tomaszów Lubelski
- Urząd Rejonowy w Zamościu dla gmin: Adamów, Gorzków, Grabowiec, Izbica, Krasnobród, Łabunie, Miączyn, Nielisz, Radecznica, Rudnik, Sitno, Skierbieszów, Stary Zamość, Sułów, Szczebrzeszyn, Zamość, Zwierzyniec i Żółkiewka oraz miasta Zamość

## Miasta
Ludność miast województwa zamojskiego (stan na 31 grudnia 1998 r.):
- Zamość – 68 288
- Biłgoraj – 27 043
- Tomaszów Lubelski – 21 186
- Hrubieszów – 20 157
- Szczebrzeszyn – 5638
- Zwierzyniec – 3663
- Tarnogród – 3489
- Krasnobród – 3026
- Józefów – 2645
- Frampol – 1520

## Ludność w latach
| Rok                    | Liczba mieszkańców |
| ---------------------- | ------------------ |
| 1975 (31 grudnia)      | 471,8 tys.         |
| 1976 (31 grudnia)      | 471 tys.           |
| 1977 (31 grudnia)      | 470,7 tys.         |
| 1978 (spis powszechny) | 470 403            |
| 1978 (31 grudnia)      | 470,6 tys.         |
| 1979 (31 grudnia)      | 471,3 tys.         |
| 1980 (31 grudnia)      | 472,1 tys.         |
| 1983 (31 grudnia)      | 483,2 tys.         |
| 1985 (31 grudnia)      | 487,9 tys.         |
| 1986                   | 489,2 tys.         |
| 1987                   | 489,9 tys.         |
| 1988                   | 488,5 tys.         |
| 1989 (31 grudnia)      | 489,8 tys.         |
| 1990 (30 czerwca)      | 490,3 tys.         |
| 1990 (31 grudnia)      | 490,4 tys.         |
| 1991 (31 grudnia)      | 490,5 tys.         |
| 1992 (31 grudnia)      | 493,7 tys.         |
| 1993 (30 czerwca)      | 493,5 tys.         |
| 1994 (31 grudnia)      | 494 tys.           |
| 1995 (30 czerwca)      | 493,5 tys.         |
| 1995 (31 grudnia)      | 492,8 tys.         |
| 1997 (31 grudnia)      | 490,6 tys.         |